# Saint-Vaast-en-Cambrésis
Saint-Vaast-en-Cambrésis ist eine französische Gemeinde mit 855 Einwohnern (Stand: 1. Januar 2022) im Département Nord in der Region Hauts-de-France. Sie gehört zum Arrondissement Cambrai und ist Mitglied im Gemeindeverband Communauté d’agglomération du Caudrésis et du Catésis. Die Bewohner nennen sich Védastois und Védastoises.

## Geografie
Die Gemeinde Saint-Vaast-en-Cambrésis liegt am Erclin, circa 14 Kilometer östlich von Cambrai. Sie grenzt im Nordwesten und Norden an Saint-Aubert, im Nordosten an Haussy, im Osten an Saint-Python, im Südosten an Viesly sowie im Süden und Südwesten an Saint-Hilaire-lez-Cambrai.

## Bevölkerungsentwicklung
| Jahr                       | 1962 | 1968 | 1975 | 1982 | 1990 | 1999 | 2009 | 2021 |
| Einwohner                  | 1198 | 1142 | 1050 | 915  | 902  | 863  | 877  | 860  |
| Quellen: Cassini und INSEE |      |      |      |      |      |      |      |      |

## Sehenswürdigkeiten
- Kirche Saint-Vaast aus dem 18. Jahrhundert
- Kapelle Notre-Dame-de-Bon-Secours
- Oratorien
- Soldatenfriedhof des Commonwealth
- Windmühle

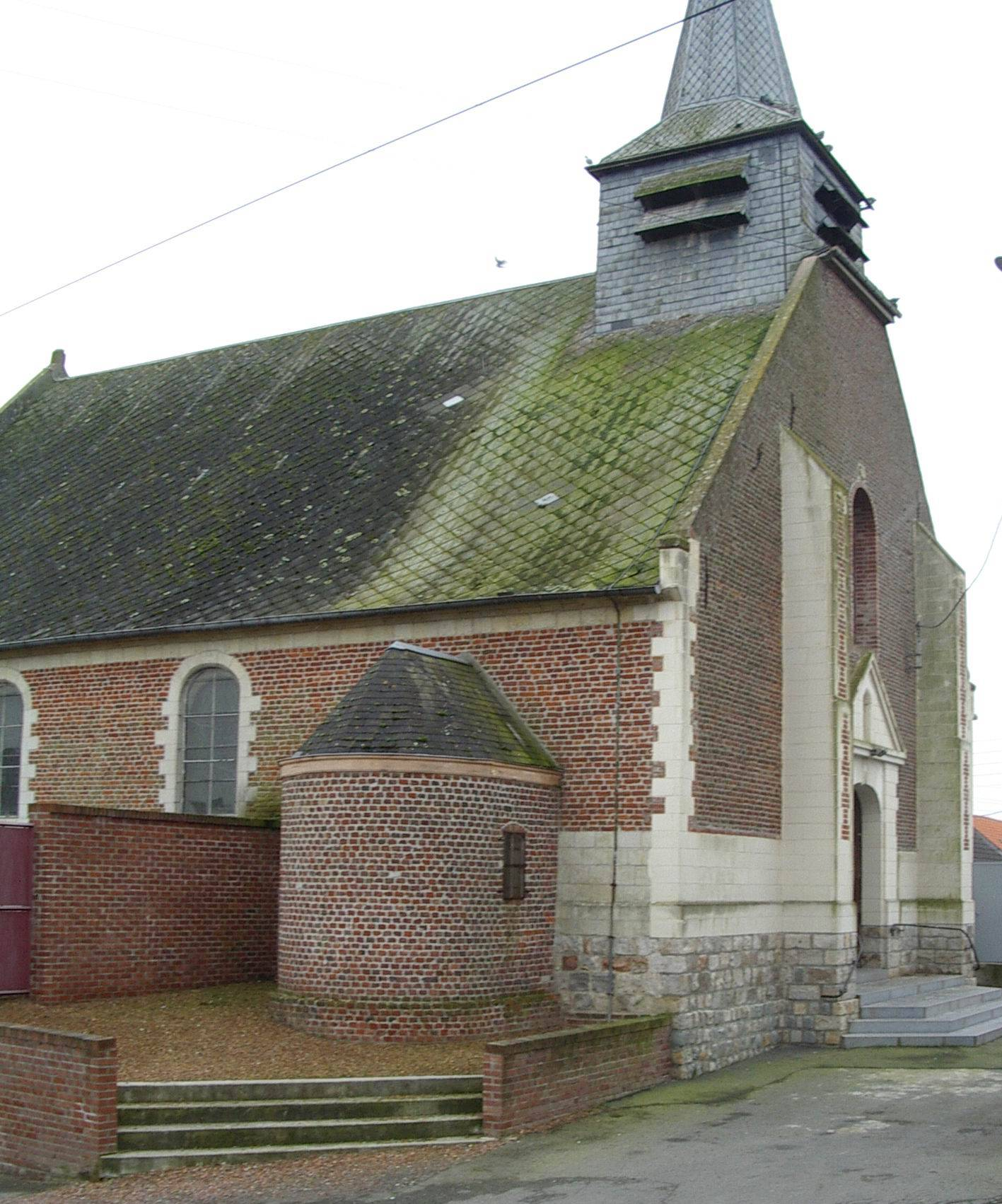
Kirche Saint-Vaast
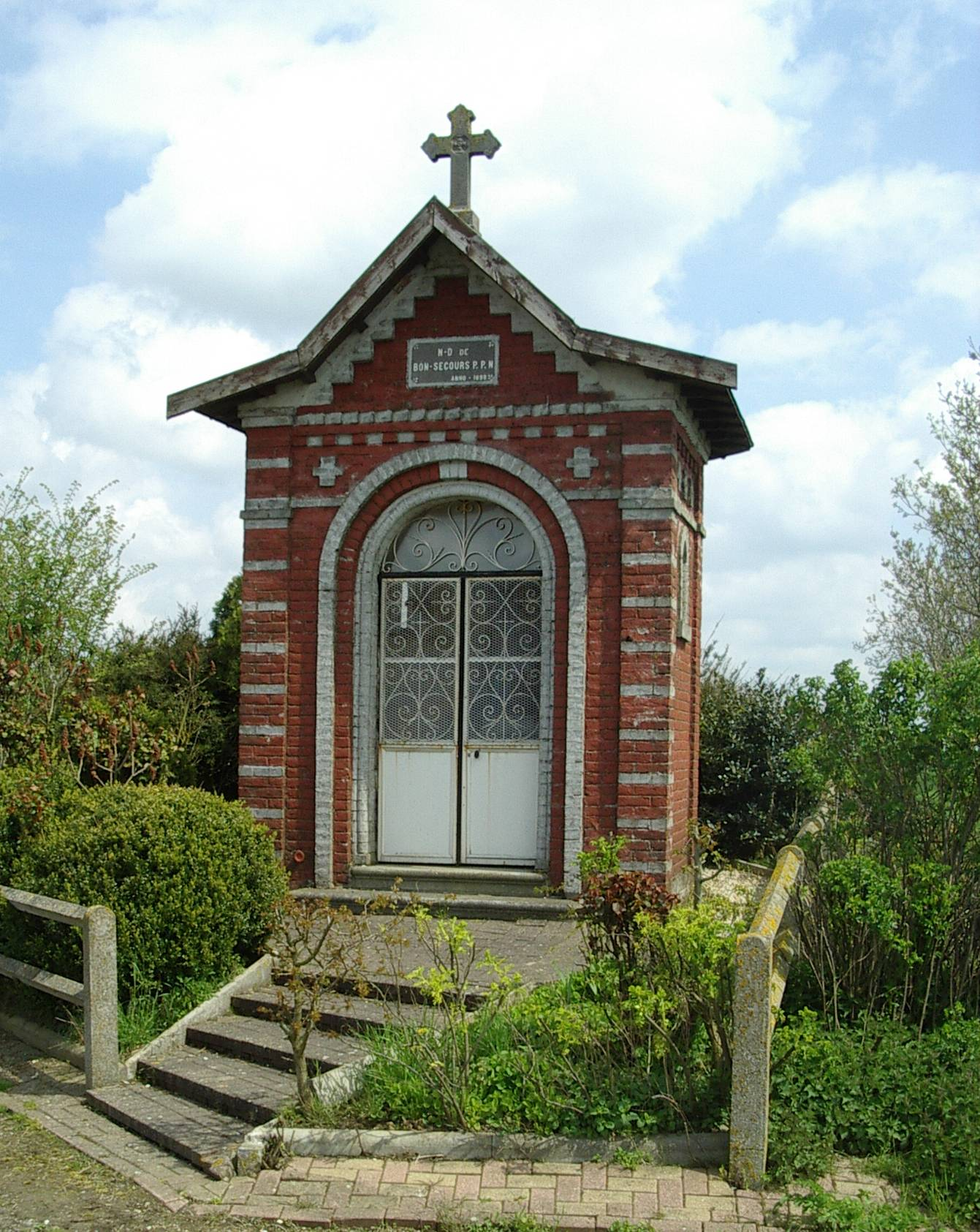
Kapelle Notre-Dame-de-Bon-Secours
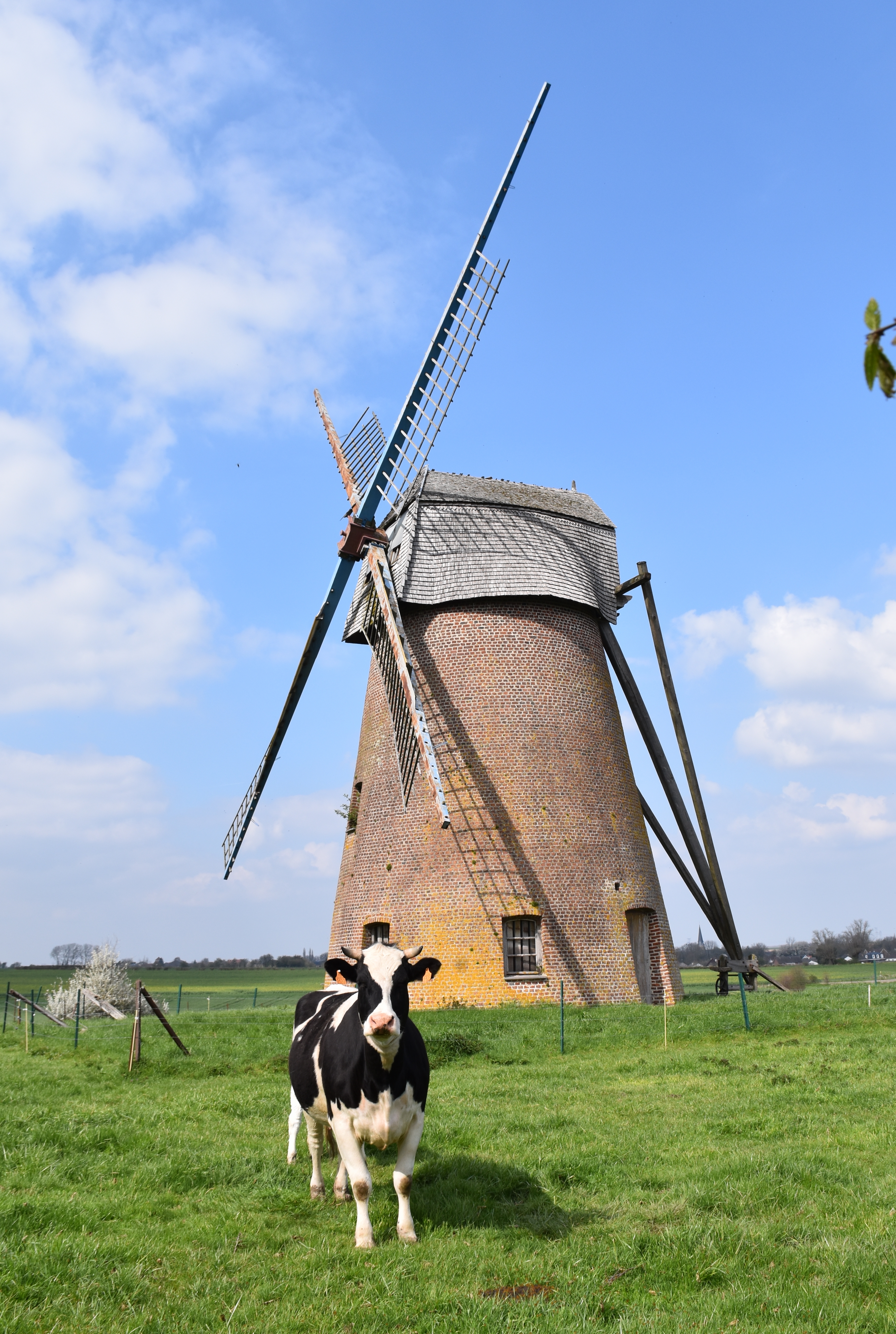
Windmühle
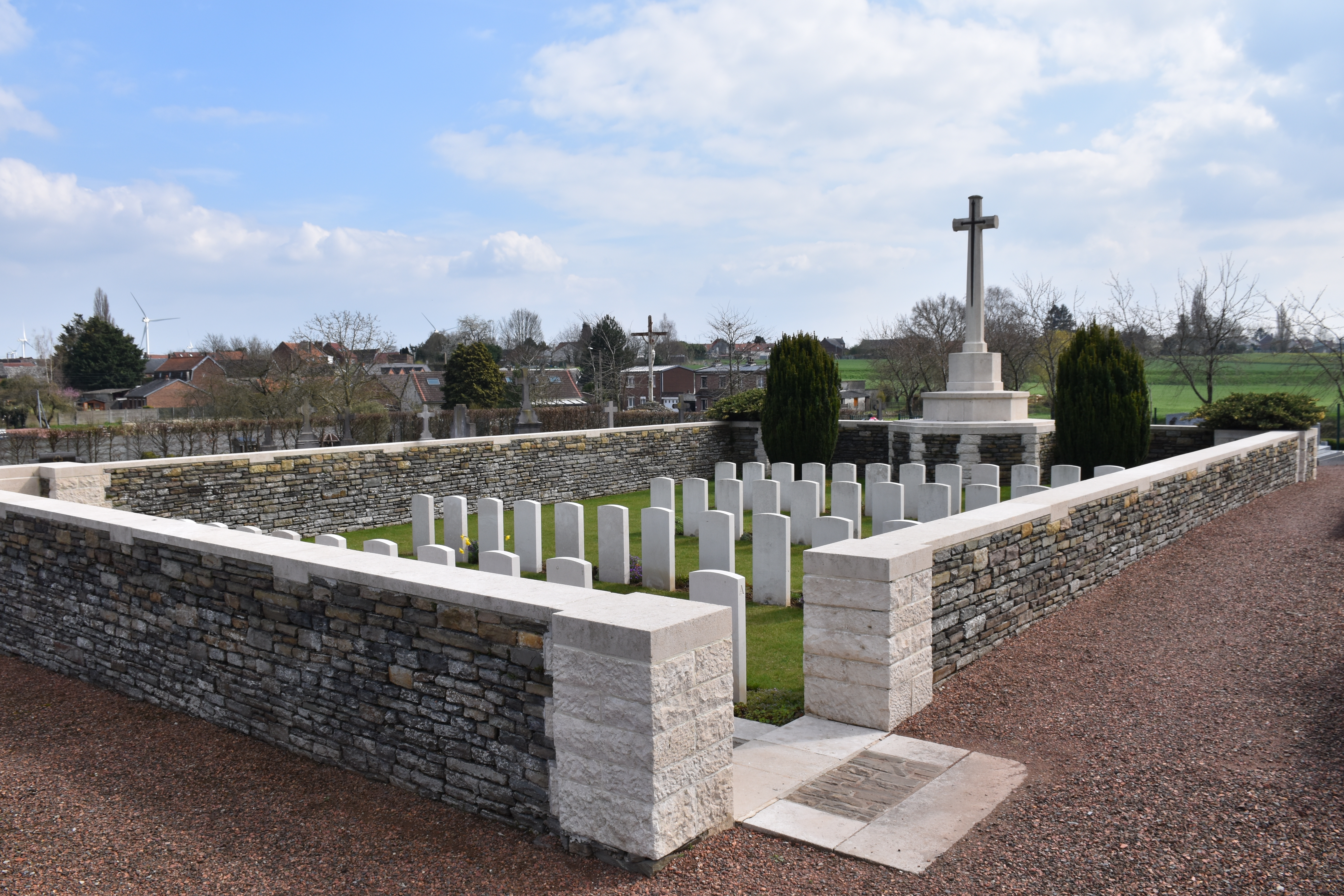
Soldatenfriedhof
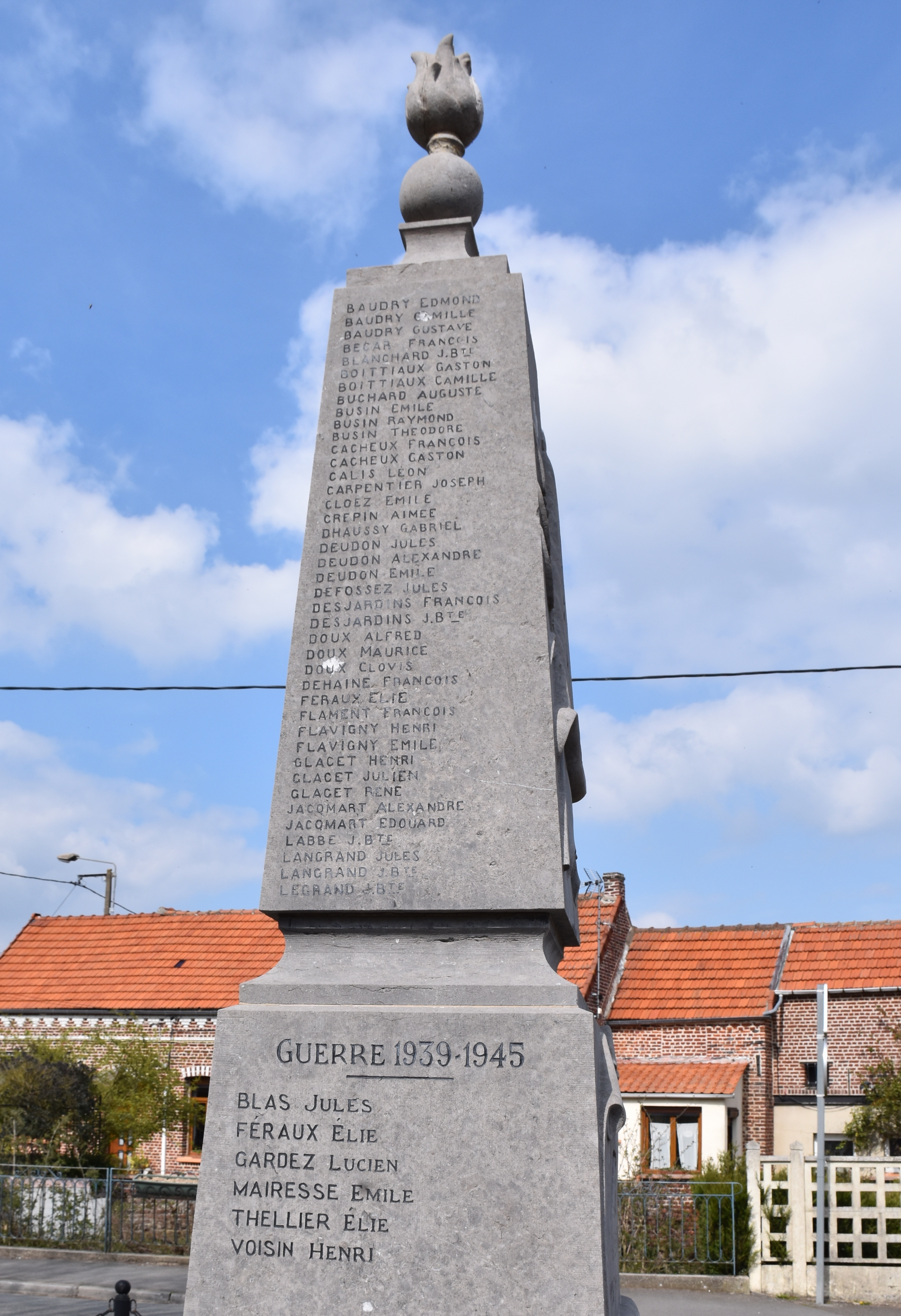
Gefallenendenkmal